# Dedo von Krosigk (Adliger, um 1040)
Dedo von Krosigk (Teto de Crozuc, Dedo von Wettin) lebte vermutlich schon 1040, stammte aus fränkischem Adel (siehe Krosigk (Adelsfamilie)) und erbaute die Burg Krosigk im Saalekreis. Dort gab er 1116 dem vor Kaiser Heinrich V. flüchtenden Wiprecht III., Sohn des eingekerkerten und enteigneten Wiprecht von Groitzsch, Zuflucht.
Krosigk heiratete Bia von Harbke, Tochter von Eckbert von Harbke und der Witwe Amulrada (oder Amelrada) von Ammensleben. Aus Krosigks Ehe gingen der Sohn Guncelinus und die Tochter Mathilde (oder Mechtilde) hervor. Mathilde heiratete Werner II. von Veltheim, Enkel des Adalgot von Veltheim.